# Tillandsia caulescens
Tillandsia caulescens là một loài thuộc chi Tillandsia. Đây là loài bản địa của Bolivia.

## Hình ảnh

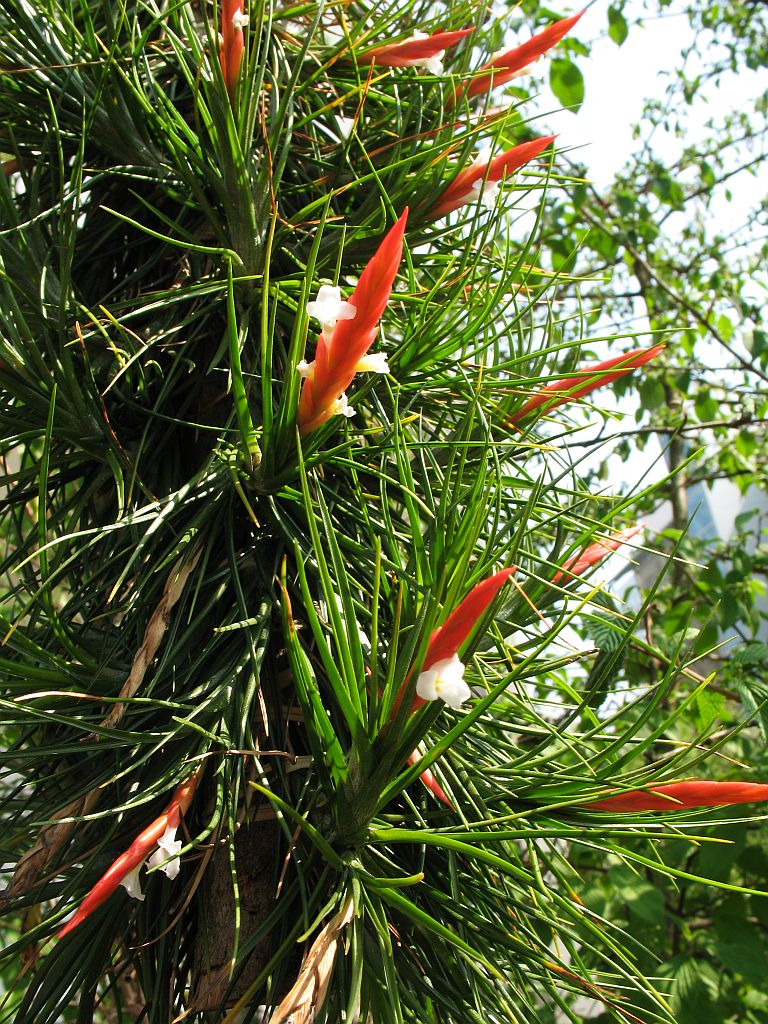
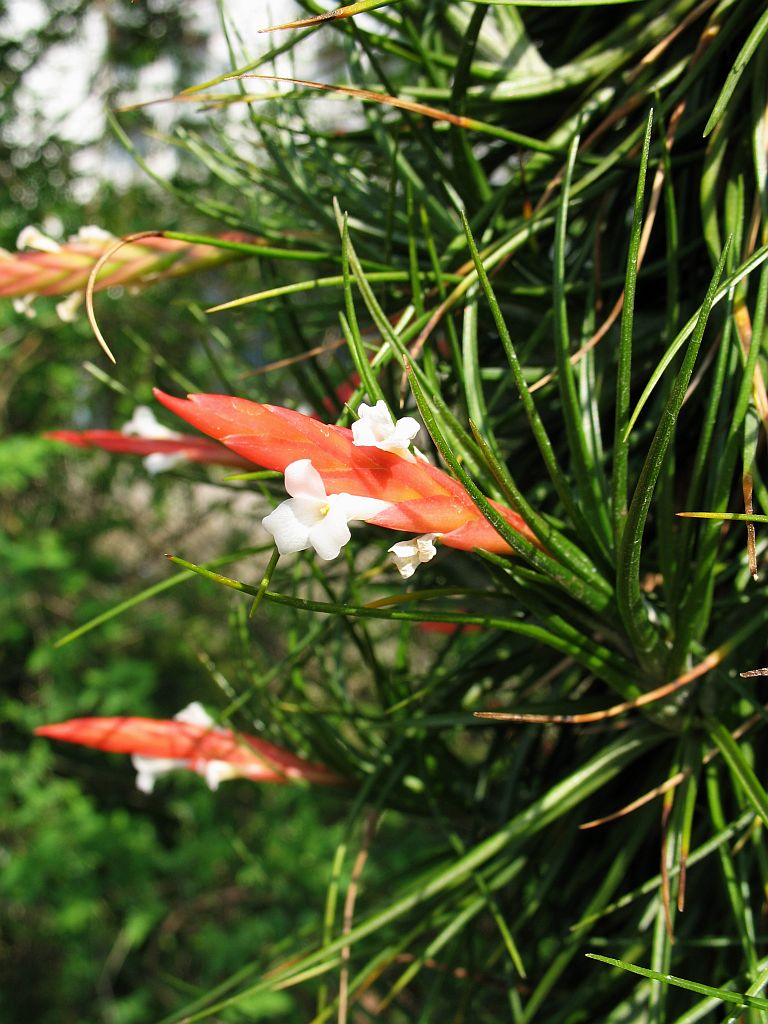
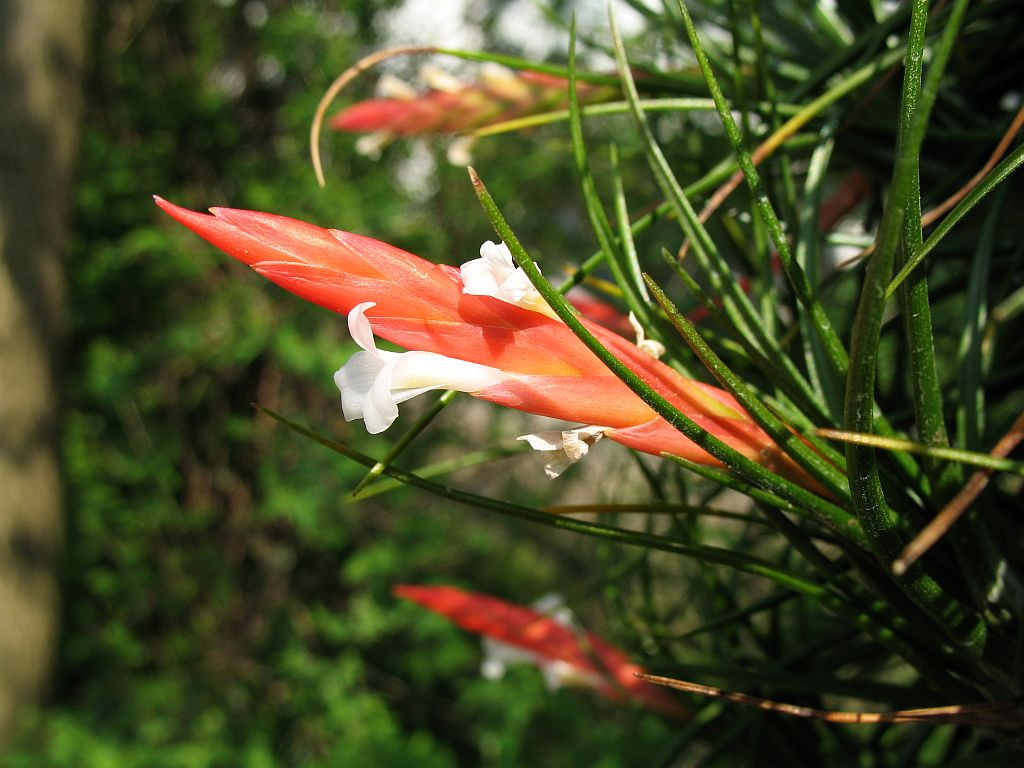

## Giống
- Tillandsia 'Pink Surprise'